# Maarten Christenhusz
Maarten Christenhusz (Enschede, 27 april 1976) is een Nederlands botanicus die is gespecialiseerd in de systematiek van varens en andere vaatplanten. Hij woont in Groot-Brittannië.

## Loopbaan
Van 1995 tot 2002 studeerde hij biologie aan de Universiteit Utrecht, waarna hij in 2007 promoveerde aan de Universiteit van Turku in Finland op een proefschrift over de varenfamilie Marattiaceae in de neotropen. Hij werkte onder andere in het Natural History Museum in Londen aan enkele plantenfamilies voor de Flora Mesoamericana, in de botanische tuin van de Universiteit van Helsinki als curator van tropische planten en in het laboratorium van Kew Gardens bij Londen aan projecten over tulpen, varens en andere vaatplanten. 
Hij heeft het initiatief genomen tot het botanische tijdschrift Phytotaxa, en was daarvan enige tijd hoofdredacteur. Hij is de eerste auteur van een met kleurenfoto's geïllustreerde encyclopedie over planten, gebaseerd op APG IV, die verscheen in 2017.
Van 2020 tot 2025 heeft hij gewerkt voor het Darwin Tree of Life project, waarvoor hij Britse vaatplanten verzamelde voor DNA onderzoek. In 2023 verscheen een boek van zijn hand over Uitgestorven planten, geschreven met coauteur Rafaël Govaerts en in 2025 verscheen een boek met de titel Liefde in de Plantenwereld.

## Onderzoek
Christenhusz is auteur of co-auteur van verschillende nieuw onderscheiden taxa van vaatplanten waaronder de families Petenaeaceae, Hemidictyaceae, Diplaziopsidaceae, Kewaceae, Macarthuriaceae, de geslachten Dracoglossum, Kewa, Nesolindsaea en Osmolindsaea en een aantal soorten, waaronder Hymenophyllum filmenofilicum, Piper ciliomarginatum, Tetranema michaelfayanum, een aantal Australische Nicotiana soorten, een tiental soorten in het geslacht Blechnum (Aspleniaceae), en een twintigtal in het geslacht Danaea (Marattiaceae), de laatste twee geslachten van varens. 
In 2013 werd een soort, Dorstenia christenhuszii (afkomstig uit Kenia, familie Moraceae) door M.W. Chase en M.F. Fay naar Christenhusz vernoemd.

## Publicaties (selectie)
- 2001. Herbarium van Petrus Cadé, april 1566: een botanische en historische beschrijving van een papieren kruidenboek uit de 16e eeuw. Uitgeverij Univ. Utrecht, Faculteit Biologie, 44 pp.
- 2001. Het huidige gebruik van de botanische introducties uit Japan in Europa via de Nederlanden door P. F. B. Von Siebold gedurende de periode 1829-1866. Uitgeverij Univ. Utrecht, 100 pp.
- 2007. Evolutionary history and taxonomy of Neotropical Marrattioid ferns: studies of an ancient lineage of plants, Turun yliopiston julkaisuja. Sarja A 2, Biologica, geographica, geologica 216. Uitgeverij Turun Yliopisto, 134 pp. ISBN 9789512934232
- 2017.  Plants of the world. An illustrated encyclopedia of vascular plant families [ met Michael F. Fay & Mark W. Chase ]. Royal Botanic Gardens, Kew, viii + 792 pp. ISBN 9781842466346
- 2023. Uitgestorven, op plantenjacht rond de wereld. [met Rafaël Govaerts]. Sterck & De Vreese ISBN 	9789056158019
- 2025. Liefde in de Plantenwereld, een botanische kijk op de evolutie van seks. Sterck & De Vreese ISBN 9789464712995